# Lupinoblennius dispar
Lupinoblennius dispar är en fiskart som beskrevs av Herre 1942. Lupinoblennius dispar ingår i släktet Lupinoblennius och familjen Blenniidae. Inga underarter finns listade i Catalogue of Life.